# Piets-Plasence-Moustrou
Pour les articles homonymes, voir Moustrou (homonymie), Piets et Plasence (homonymie).
Piets-Plasence-Moustrou est une commune française, située dans le département des Pyrénées-Atlantiques en région Nouvelle-Aquitaine.

## Géographie

### Localisation
La commune de Piets-Plasence-Moustrou se trouve dans le département des Pyrénées-Atlantiques, en région Nouvelle-Aquitaine.
Elle se situe à 39 km par la route de Pau, préfecture du département, et à 27 km d'Artix, bureau centralisateur du canton d'Artix et Pays de Soubestre dont dépend la commune depuis 2015 pour les élections départementales.
La commune fait en outre partie du bassin de vie d'Arzacq-Arraziguet.
Les communes les plus proches sont : Montagut (2,5 km), Morlanne (2,8 km), Arget (2,9 km), Garos (3,1 km), Bouillon (3,4 km), Cabidos (3,6 km), Malaussanne (4,5 km), Pomps (4,8 km).
Sur le plan historique et culturel, Piets-Plasence-Moustrou fait partie de la province du Béarn, qui fut également un État et qui présente une unité historique et culturelle à laquelle s’oppose une diversité frappante de paysages au relief tourmenté.

### Communes limitrophes
Les communes limitrophes sont  Arget, Cabidos, Garos, Montagut et Morlanne.
| Arget    | Montagut                |         |
| Morlanne | Piets-Plasence-Moustrou | Cabidos |
|          | Garos                   |         |

### Hydrographie

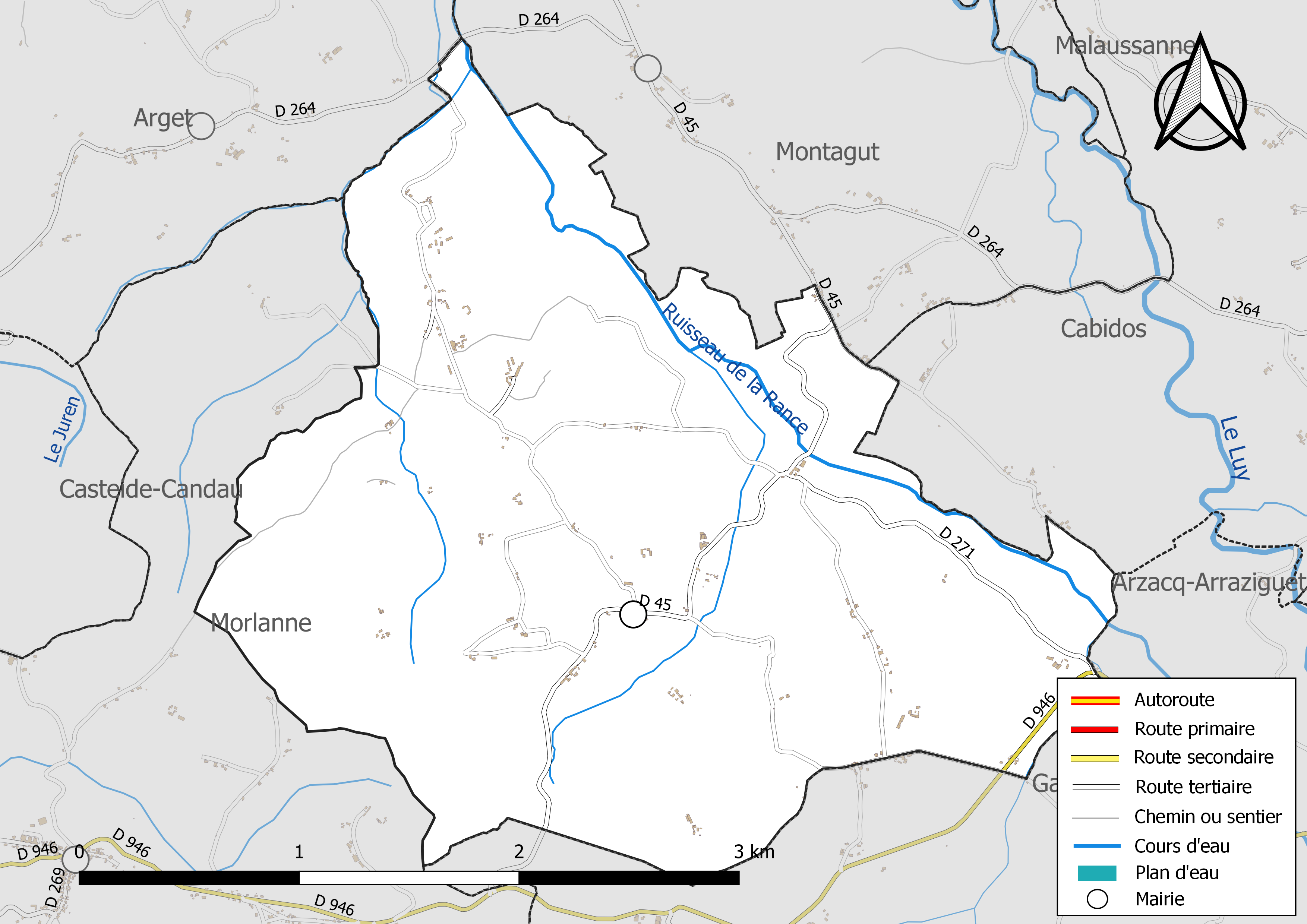
Réseaux hydrographique et routier de Piets-Plasence-Moustrou.

La commune est drainée par le Larritou, un bras de la Rance et par divers petits cours d'eau, constituant un réseau hydrographique de 9 km de longueur totale,.
Le Larritou, d'une longueur totale de 4 km, prend sa source dans la commune de Fichous-Riumayou et s'écoule du sud-est vers le nord-ouest. Il traverse la commune et se jette dans le Luy à Peyre, après avoir traversé 8 communes.

### Climat
Pour des articles plus généraux, voir Climat de la Nouvelle-Aquitaine et Climat des Pyrénées-Atlantiques.
Historiquement, la commune est exposée à un climat de montagne.  
En 2020, Météo-France publie une typologie des climats de la France métropolitaine dans laquelle la commune est dans une zone de transition entre le climat océanique et le climat de montagne et est dans la région climatique Pyrénées atlantiques, caractérisée par une pluviométrie élevée (>1 200 mm/an) en toutes saisons, des hivers très doux (7,5 °C en plaine) et des vents faibles.
Pour la période 1971-2000, la température annuelle moyenne est de 13,5 °C, avec une amplitude thermique annuelle de 14,3 °C. Le cumul annuel moyen de précipitations est de 1 145 mm, avec 11,6 jours de précipitations en janvier et 7,8 jours en juillet. Pour la période 1991-2020, la température moyenne annuelle observée sur la station météorologique la plus proche, située sur la commune de Pomps à 5 km à vol d'oiseau, est de 14,1 °C et le cumul annuel moyen de précipitations est de 1 062,2 mm,. Pour l'avenir, les paramètres climatiques de la commune estimés pour 2050 selon différents scénarios d’émission de gaz à effet de serre sont consultables sur un site dédié publié par Météo-France en novembre 2022.

### Milieux naturels et biodiversité
Aucun espace naturel présentant un intérêt patrimonial n'est recensé sur la commune dans l'inventaire national du patrimoine naturel,,.

## Urbanisme

### Typologie
Au 1er janvier 2024, Piets-Plasence-Moustrou est catégorisée commune rurale à habitat très dispersé, selon la nouvelle grille communale de densité à sept niveaux définie par l'Insee en 2022.
Elle est située hors unité urbaine. Par ailleurs la commune fait partie de l'aire d'attraction de Pau, dont elle est une commune de la couronne,. Cette aire, qui regroupe 227 communes, est catégorisée dans les aires de 200 000 à moins de 700 000 habitants,.

### Occupation des sols

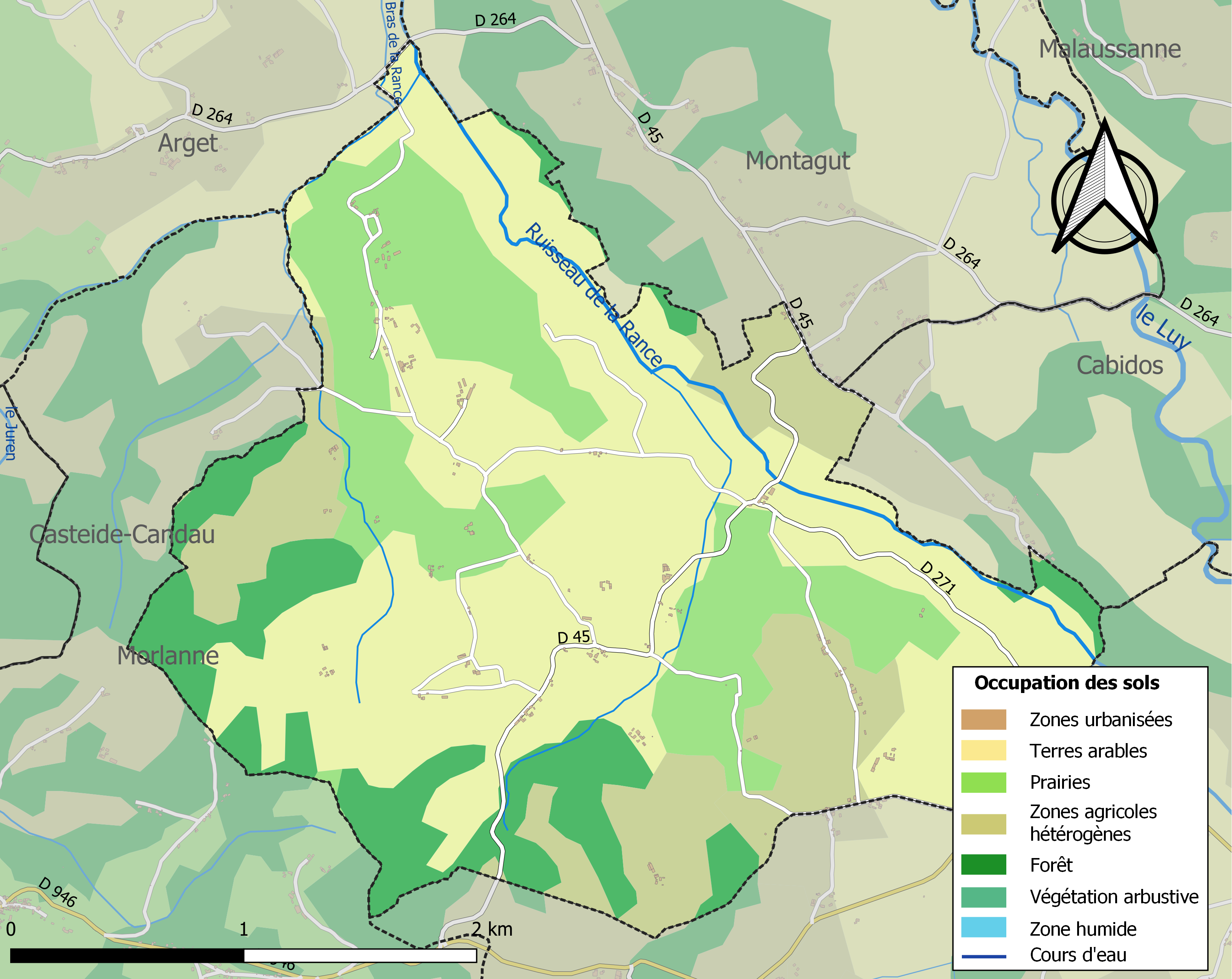
Carte des infrastructures et de l'occupation des sols de la commune en 2018 (CLC).

L'occupation des sols de la commune, telle qu'elle ressort de la base de données européenne d’occupation biophysique des sols Corine Land Cover (CLC), est marquée par l'importance des territoires agricoles (86,9 % en 2018), une proportion identique à celle de 1990 (86,9 %). La répartition détaillée en 2018 est la suivante : terres arables (47,6 %), prairies (21 %), zones agricoles hétérogènes (18,3 %), forêts (13,1 %). L'évolution de l’occupation des sols de la commune et de ses infrastructures peut être observée sur les différentes représentations cartographiques du territoire : la carte de Cassini (XVIIIe siècle), la carte d'état-major (1820-1866) et les cartes ou photos aériennes de l'IGN pour la période actuelle (1950 à aujourd'hui).

### Lieux-dits et hameaux
- Moustrou : le Château ;
- Piets ;
- Plasence.

### Voies de communication et transports
La commune est desservie par les routes départementales D 45 et D 271.

### Risques majeurs
Le territoire de la commune de Piets-Plasence-Moustrou est vulnérable à différents aléas naturels : météorologiques (tempête, orage, neige, grand froid, canicule ou sécheresse), inondations et séisme (sismicité modérée). Il est également exposé à un risque technologique,  le transport de matières dangereuses. Un site publié par le BRGM permet d'évaluer simplement et rapidement les risques d'un bien localisé soit par son adresse soit par le numéro de sa parcelle.

#### Risques naturels
Certaines parties du territoire communal sont susceptibles d’être affectées par le risque d’inondation par une crue à  débordement lent de cours d'eau, notamment le ruisseau de la Rance. La commune a été reconnue en état de catastrophe naturelle au titre des dommages causés par les inondations et coulées de boue survenues en 1982, 1983, 1992, 2009 et 2018,.

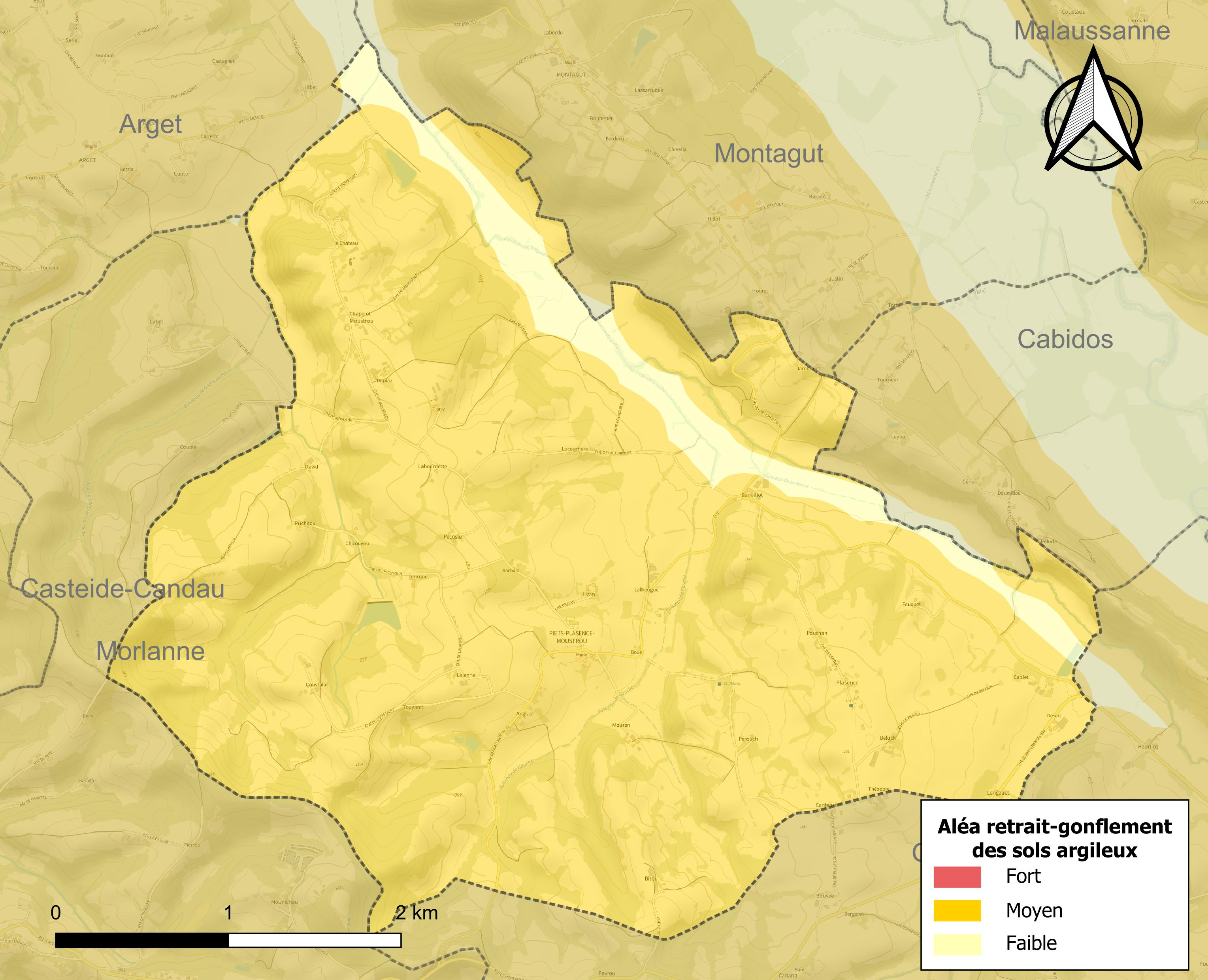
Carte des zones d'aléa retrait-gonflement des sols argileux de Piets-Plasence-Moustrou.

Le retrait-gonflement des sols argileux est susceptible d'engendrer des dommages importants aux bâtiments en cas d’alternance de périodes de sécheresse et de pluie. 94 % de la superficie communale est en aléa moyen ou fort (59 % au niveau départemental et 48,5 % au niveau national). Depuis le 1er octobre 2020, en application de la loi ELAN, différentes contraintes s'imposent aux vendeurs, maîtres d'ouvrages ou constructeurs de biens situés dans une zone classée en aléa moyen ou fort,.

## Toponymie
Le toponyme Moustrou apparaît sous les formes Monstrou (1128, titres d'Aubertin), Mostror (1131, cartulaire de Morlaàs), Mostroo (1385, censier de Béarn), Mostruoo (1504, notaires de Garos) et Monstroo (1538, réformation de Béarn).
Le toponyme Piets apparaît sous les formes Pietz (1409, titres de Béarn), Piegs (1487, registre des Établissements de Béarn), Nostre-Done de Piets (1513, notaires de Garos) et Pietz (1801, Bulletin des lois).
Le toponyme Plasence est mentionné en 1350 dans les hommages de Béarn et apparaît sous les formes Plasensa (1514, notaires de Garos), Plaisence (1675, réformation de Béarn) et Plasence (1801, Bulletin des lois).

## Histoire
Paul Raymond note qu'en 1385, Moustrou comptait 26 feux et dépendait du bailliage de Garos. La baronnie de Moustrou fut érigée en 1647. Elle était vassale de la vicomté de Béarn et comprenait Arget et Moustrou.
Les villages de Plasence et Moustrou se sont unis à Piets le 22 mars 1842.

## Politique et administration
| Période                                  | Période  | Identité            | Étiquette | Qualité |
| ---------------------------------------- | -------- | ------------------- | --------- | ------- |
| 1995                                     | 2008     | Alfred Saint-Palais | UMP       |         |
| 2008                                     | 2014     | Eric Duplaa         | UMP       |         |
| 2014                                     | En cours | Eric Duplaa         | UMP       |         |
| Les données manquantes sont à compléter. |          |                     |           |         |

### Intercommunalité
Piets-Plasence-Moustrou appartient à quatre structures intercommunales :
- la communauté de communes des Luys en Béarn ;
- le syndicat AEP d'Arzacq ;
- le syndicat d'énergie des Pyrénées-Atlantiques ;
- le syndicat mixte des écoles de Morlanne et Castéide-Candau.

## Population et société

### Démographie
L'évolution du nombre d'habitants est connue à travers les recensements de la population effectués dans la commune depuis 1793. Pour les communes de moins de 10 000 habitants, une enquête de recensement portant sur toute la population est réalisée tous les cinq ans, les populations de référence des années intermédiaires étant quant à elles estimées par interpolation ou extrapolation. Pour la commune, le premier recensement exhaustif entrant dans le cadre du nouveau dispositif a été réalisé en 2004.

En 2022, la commune comptait 139 habitants, en évolution de +0,72 % par rapport à 2016 (Pyrénées-Atlantiques : +3,78 %, France hors Mayotte : +2,11 %).
| 1793 | 1800 | 1806 | 1821 | 1831 | 1836 | 1841 | 1846 | 1851 |
| ---- | ---- | ---- | ---- | ---- | ---- | ---- | ---- | ---- |
| 164  | 169  | 412  | 250  | 200  | 183  | 488  | 464  | 454  |

| 1856 | 1861 | 1866 | 1872 | 1876 | 1881 | 1886 | 1891 | 1896 |
| ---- | ---- | ---- | ---- | ---- | ---- | ---- | ---- | ---- |
| 444  | 429  | 407  | 412  | 414  | 408  | 372  | 343  | 409  |

| 1901 | 1906 | 1911 | 1921 | 1926 | 1931 | 1936 | 1946 | 1954 |
| ---- | ---- | ---- | ---- | ---- | ---- | ---- | ---- | ---- |
| 404  | 318  | 325  | 253  | 241  | 235  | 226  | 201  | 206  |

| 1962 | 1968 | 1975 | 1982 | 1990 | 1999 | 2004 | 2006 | 2009 |
| ---- | ---- | ---- | ---- | ---- | ---- | ---- | ---- | ---- |
| 202  | 167  | 140  | 146  | 117  | 123  | 124  | 128  | 138  |

| 2014 | 2019 | 2022 | - | - | - | - | - | - |
| ---- | ---- | ---- | - | - | - | - | - | - |
| 138  | 140  | 139  | - | - | - | - | - | - |

## Culture locale et patrimoine

### Patrimoine civil
L'ensemble fortifié (église, basse-cour, motte et fossé) date des Xe et XIe siècles.
La demeure, dite château de Moustrou, fut érigée au XVIIe siècle et remaniée aux siècles suivants. Elle recèle du mobilier inventorié par le ministère de la Culture.

### Patrimoine religieux
La chapelle Saint-Michel, sise au lieu-dit le Château, date des XVe et XVIe siècles. On y trouve des objets et du mobilier inventoriés par le ministère de la Culture.
L'église Assomption-de-la-Bienheureuse-Vierge-Marie date des XIIe, XIVe et XVe siècles. Elle recèle, elle aussi, des objets et divers mobiliers inventoriés par le ministère de la Culture.

## Personnalités liées à la commune
Christian Saint-Palais, avocat.